# Grant Holloway
Grant Holloway (n. 19 noiembrie 1997, Chesapeake, Virginia, SUA) este un atlet american, medaliat olimpic. A participat la 2 ediții ale Jocurilor Olimpice (2020, 2024) în care a câștigat o medalie de aur și o medalie de argint în proba de 110 m garduri. În anii 2019, 2022 și 2023 a devenit campion mondial.

## Palmares
| An   | Competiție                  | Locație                 | Loc | Eveniment     | Note  |
| ---- | --------------------------- | ----------------------- | --- | ------------- | ----- |
| 2019 | Campionatul Mondial         | Doha, Qatar             | 1   | 110 m garduri | 13,10 |
| 2021 | Jocurile Olimpice           | Tokio, Japonia          | 2   | 110 m garduri | 13,09 |
| 2022 | Campionatul Mondial în sală | Belgrad, Serbia         | 1   | 60 m garduri  | 7,39  |
| 2022 | Campionatul Mondial         | Eugene, Statele Unite   | 1   | 110 m garduri | 13,03 |
| 2023 | Campionatul Mondial         | Budapesta, Ungaria      | 1   | 110 m garduri | 12,96 |
| 2024 | Campionatul Mondial în sală | Glasgow, Marea Britanie | 1   | 60 m garduri  | 7,29  |
| 2024 | Jocurile Olimpice           | Paris, Franța           | 1   | 110 m garduri | 12,99 |
| 2025 | Campionatul Mondial în sală | Nanjing, China          | 1   | 60 m garduri  | 7,42  |